# Криптосистема ГПТ
Криптосистема ГПТ (Габидулина-Парамонова-Третьякова) — криптосистема с открытыми ключами, основанная на ранговых кодах, разработанная в 1991 году Э. М. Габидулиным, А. В. Парамоновым и О. В. Третьяковым на основе криптосистемы McEliece.
Данная криптосистема, в отличие от криптосистемы McEliece, более устойчива к атакам декодирования, а также имеет меньший размер ключа, что лучше подходит в условиях практического применения.
Большинство версий системы были взломаны Р. Овербеком.

## Описание

### Открытый текст
В качестве открытого текста может использоваться любой {\displaystyle k}-вектор
{\displaystyle m=(m_{1},m_{2},...,m_{k})}, {\displaystyle m_{s}\in \mathbb {F} _{q^{N}},s=1,2,...,k}.

### Открытый ключ
Открытым ключом является порождающая матрица размера {\displaystyle k\times (n+t_{1})}:

{\displaystyle G_{pub}=S[X} {\displaystyle G_{k}]P},
где:
- {\displaystyle G_{k}} — порождающая матрица {\displaystyle (n,k,d)} кода с максимальным ранговым расстоянием {\displaystyle d} для длины кода {\displaystyle n\leq N} с количеством символов {\displaystyle k}, задающаяся матрицей следующей формы:

{\displaystyle G_{k}={\begin{bmatrix}g_{1}&g_{2}&\cdots &g_{n}\\g_{1}^{[1]}&g_{2}^{[1]}&\cdots &g_{n}^{[1]}\\\vdots &\vdots &\ddots &\vdots \\g_{1}^{[k-1]}&g_{2}^{[k-1]}&\cdots &g_{n}^{[k-1]}\end{bmatrix}}}
где {\displaystyle g_{1},g_{2},...,g_{n}} — любой набор элементов расширенного поля {\displaystyle \mathbb {F} _{q^{N}}}, линейно независимых над полем {\displaystyle \mathbb {F} _{q}}.
главная матрица {\displaystyle G_{k}} используется для исправления ошибок. Ошибки ранга не более {\displaystyle {\tfrac {n-k}{2}}} могут быть исправлены.
- Строковый скремблер {\displaystyle S} — невырожденная квадратная матрица порядка {\displaystyle k} над полем {\displaystyle \mathbb {F} _{q^{N}}}
- {\displaystyle X} — матрица искажений размера {\displaystyle (k\times {t_{1}})} над полем {\displaystyle \mathbb {F} _{q^{N}}} со столбцовым рангом {\displaystyle Rk_{col}(X} | {\displaystyle \mathbb {F} _{q})=t_{1}} и рангом {\displaystyle Rk(X} | {\displaystyle \mathbb {F} _{q^{N}})=t_{X},} {\displaystyle t_{X}\leq t_{1}}.

Матрица {\displaystyle [X} {\displaystyle G_{k}]} имеет столбцовый ранг {\displaystyle Rk_{col}([X} {\displaystyle G_{k}]} | {\displaystyle \mathbb {F} _{q})=n+t_{1}}.
- Столбцовый скремблер {\displaystyle P} — квадратная матрица порядка {\displaystyle (t_{1}+n)} над полем {\displaystyle \mathbb {F} _{q}}.
- {\displaystyle t_{1}+n} может быть больше {\displaystyle N}, но {\displaystyle n\leq N}.

### Закрытый ключ
В качестве закрытого ключа выступает набор {\displaystyle (S,G_{k},X,P)}, а также алгоритм быстрого декодирования МРР-кода, в котором используется матрица проверки четности {\displaystyle H^{(n-k)\times n}}, такая, что {\displaystyle G_{k}H^{T}=0:}
{\displaystyle H={\begin{bmatrix}h_{1}&h_{2}&\cdots &h_{n}\\h_{1}^{[1]}&h_{2}^{[1]}&\cdots &h_{n}^{[1]}\\\vdots &\vdots &\ddots &\vdots \\h_{1}^{[d-2]}&h_{2}^{[d-2]}&\cdots &h_{n}^{[d-2]}\end{bmatrix}}},
где {\displaystyle h_{1},h_{2},...,h_{n}} — элементы расширенного поля {\displaystyle \mathbb {F} _{q^{N}}}, линейно независимые над основным полем {\displaystyle \mathbb {F} _{q}}
Матрица {\displaystyle X} не используется для расшифровки криптотекста и может быть удалена после вычисления закрытого ключа.

### Оптимальные параметры кода
- Длина кода {\displaystyle n\leq N},
- Размерность {\displaystyle k=n-d+1},
- Ранговое расстояние кода {\displaystyle d=n-k+1}

### Шифрование
Соответствующий открытому тексту криптотекст вычисляется следующим образом:

{\displaystyle c=mG_{pub}+e=mS[X} {\displaystyle G_{k}]P+e},
где {\displaystyle e} — искусственный вектор ошибок ранга не выше {\displaystyle t_{2}}, причем {\displaystyle t_{1}+t_{2}\leq t=\lfloor {\tfrac {n-k}{2}}\rfloor }.

### Дешифрование
Законный получатель, получая {\displaystyle c}, выполняет следующие действия:
1. Вычисляет {\displaystyle c'=(c_{1}',c_{2}',...,c_{t_{1}+n}')=cP^{-1}=mS[X} {\displaystyle G_{k}]+eP^{-1}}
2. Из {\displaystyle c'} выделяет подвектор {\displaystyle c''=(c_{t_{1}+1}',c_{t_{1}+2}',...,c_{t_{1}+n}')=mSG_{k}+e''}, где {\displaystyle e''} — подвектор {\displaystyle eP^{-1}}
3. Применяет алгоритм быстрого декодирования для исправления ошибки {\displaystyle e''}
4. Получает {\displaystyle mS}
5. Восстанавливает {\displaystyle m=(mS)S^{-1}}

В данной системе размер открытого ключа составляет {\displaystyle V=k(t_{1}+n)N} бит, а скорость передачи информации {\displaystyle R={\tfrac {k}{t_{1}+n}}}.

## Взлом

### Автоморфизм Фробениуса
Введем автоморфизм Фробениуса: {\displaystyle \sigma (x)=x^{q},} {\displaystyle x\in \mathbb {F} _{q^{N}}}. Он обладает следующими свойствами:
1. Для матрицы {\displaystyle L=(l_{ij})} над тем же полем {\displaystyle \sigma (L)=(\sigma (l_{ij}))=(l_{ij}^{q})}
2. Для любого целого s: {\displaystyle \sigma ^{s}(L)=\sigma (\sigma ^{s-1}(L))}
3. {\displaystyle \sigma ^{N}=\sigma }
4. {\displaystyle \sigma ^{-1}=\sigma ^{N-1}}
5. {\displaystyle \sigma (a+b)=\sigma (a)+\sigma (b)}
6. {\displaystyle \sigma (ab)=\sigma (a)\sigma (b)}
7. В общем случае {\displaystyle \sigma (L)\neq L}. Равенство достигается, если {\displaystyle L} — матрица над основным полем {\displaystyle \mathbb {F} _{q}}

### Описание атаки Овербека[4]
- Криптоаналитик вычисляет расширенный открытый ключ из открытого ключа:

{\displaystyle G_{ext,pub}={\begin{Vmatrix}G_{pub}\\\sigma (G_{pub})\\\cdots \\\sigma ^{u}(G_{pub})\end{Vmatrix}}={\begin{Vmatrix}S&[X&G_{k}]&P\\\sigma (S)&[\sigma (X)&\sigma (G_{k})]&P\\\cdots &\cdots &\cdots &\cdots \\\sigma ^{u}(S)&[\sigma ^{u}(X)&\sigma ^{u}(G_{k}]&P\end{Vmatrix}}}
Здесь использовано свойство 7 автоморфизма Фробениуса: {\displaystyle \sigma (P)=P}, так как {\displaystyle P} — матрица над основным полем {\displaystyle \mathbb {F} _{q}}.
- Переписывает эту матрицу как {\displaystyle G_{ext,pub}=S_{ext}[X_{ext}} {\displaystyle G_{ext}]},

где
{\displaystyle S_{ext}=diag{\begin{bmatrix}S&\sigma (S)&\cdots &\sigma ^{u}(S)\end{bmatrix}}},
{\displaystyle X_{ext}={\begin{bmatrix}X\\\sigma (X)\\\vdots \\\sigma ^{u}(X)\end{bmatrix}}}, {\displaystyle G_{ext}={\begin{bmatrix}G_{k}\\\sigma (G_{k})\\\vdots \\\sigma ^{u}(G_{k})\end{bmatrix}}}.
- Выбирает {\displaystyle u=n-k-1}.
- Определяет матрицы:

{\displaystyle X_{1}^{(k-1\times t_{1})}}, получаемая из {\displaystyle X^{(k\times t_{1})}} удалением последней строки,
{\displaystyle X_{2}^{(k-1\times t_{1})}}, получаемая из {\displaystyle X^{(k\times t_{1})}} удалением первой строки.
- Определяет линейное отображение {\displaystyle T}: {\displaystyle \mathbb {F} _{q^{N}}^{k\times t_{1}}\rightarrow \mathbb {F} _{q^{N}}^{(k-1)\times t_{1}}} по следующему правилу:

если {\displaystyle X\in \mathbb {F} _{q^{N}}^{k\times t_{1}}}, тогда {\displaystyle T(X)=Y=\sigma (X_{1})-X_{2}}
- Записывает {\displaystyle Y_{ext}={\begin{bmatrix}Y&\sigma (Y)&\sigma ^{2}(Y)&\cdots &\sigma ^{u-1}(Y)\end{bmatrix}}^{\top }}
- С помощью матричных преобразований приводит расширенный открытый ключ к виду:

{\displaystyle {\widetilde {G}}_{pub,ext}={\widetilde {S}}_{ext}{\begin{bmatrix}Z&|&G_{n-1}\\Y_{ext}&|&0\end{bmatrix}}P}
где {\displaystyle G_{n-1}} — порождающая матрица {\displaystyle (n,n-1,2)} МРР-кода.
- Пробует найти решение системы

{\displaystyle {\widetilde {S}}_{ext}={\begin{bmatrix}Z&|&G_{n-1}\\Y_{ext}&|&0\end{bmatrix}}Pu^{T}=0},
где {\displaystyle u} — вектор-строка над расширенным полем {\displaystyle \mathbb {F} _{q^{N}}} длины {\displaystyle t_{1}+n}
- Представляет вектор {\displaystyle Pu^{T}} в виде:

{\displaystyle Pu^{T}={\begin{bmatrix}y&h\end{bmatrix}}^{\top }}
где {\displaystyle y} — подвектор длины {\displaystyle t_{1}}, а {\displaystyle h} — длины {\displaystyle n}
- Теперь система уравнений эквивалентна следующей:

{\displaystyle {\begin{cases}Zy^{T}+G_{n-1}h^{T}=0,\\Y_{ext}y^{T}=0\end{cases}}}
- Полагая верным условие {\displaystyle Rk(Y_{ext}|\mathbb {F} _{q^{N}})=t_{1}}, видим, что указанная выше система имеет только тривиальное решение {\displaystyle y^{T}=0}. Следовательно, первое уравнение из системы преобразуется к виду:

{\displaystyle G_{n-1}h^{T}=0}.
Это позволит найти первую строку матрицы проверки четности для кода с данной порождающей матрицей {\displaystyle {\widetilde {G}}_{pub,ext}}.
Следовательно, это решение взламывает описанную криптосистему за полиномиальное время. Атака Овербека требует {\displaystyle O((n+t_{1})^{3})} операций над полем {\displaystyle \mathbb {F} _{q^{N}}}, так как каждый шаг атаки имеет сложность не выше кубической на {\displaystyle n+t_{1}}.